# Aminobacterium
Aminobacterium è un genere di batterio appartenente alla famiglia delle Syntrophomonadaceae.